# Submarine Patrol
Submarine Patrol (bra Patrulha Submarina) é um filme de aventura norte-americano de 1938 estrelado por Richard Greene e Nancy Kelly. O elenco de apoio inclui Preston Foster e George Bancroft. O filme foi parcialmente escrito por William Faulkner e dirigido por John Ford.

## Elenco
- Richard Greene ... Perry Townsend III
- Nancy Kelly ... Susan Leeds
- Preston Foster ... Tenente John C. Drake
- George Bancroft ... Capitão Leeds
- Slim Summerville ... Ellsworth Spuds Fickett, cozinheiro
- J. Farrell MacDonald ... CWO Sails Quincannon
- Warren Hymer ... Marinheiro Rocky Haggerty
- Douglas Fowley ... Marinheiro Pinky Brett
- Elisha Cook, Jr. ... Marinheiro Rutherford, o Professor
- John Carradine ... McAllison